# Hiʻiaka
Za mjesec, pogledajte Hiʻiaka (mjesec).
Hiʻiaka je havajsko ime koje u mitologiji Havajaca označava ili jednu božicu ili gomilu božica sestara. Njezino ime na havajskom sadrži znak ʻokinu.
Po ovoj je božici nazvan jedan mjesec.

## Etimologija
Ime Hiʻiaka na havajskom znači "zalaz Sunca koji diže sjene".

## Mitologija

### Jedna Hiʻiaka
Prema nekim mitovima i pojanjima, Hiʻiaka je ime jedne božice te je ona zaštitnica hule, pojanja, čarobnjaka i Velikog otoka Havaji.
Njezini roditelji su bili božica Haumea i bog Kāne, a njezina najpoznatija sestra je bila velika božica Pele, koja je stvorila vulkane. Hiʻiaka je povezana s njom na mnogo načina; njezino puno ime uključuje i Pelino, a glasi Hiʻiakaikapoli-o-Pele. Brat joj je bog Kāne Milohai.
Najpoznatiji mit o Pele i Hiʻiaki kaže da se Pele zaljubila u mladog i lijepog poglavicu s Kauaija, čije je ime Lohiau. Hiʻiaka se također zaljubila u njega te je Pele poslala lavu na par. Lava nije ozlijedila Hiʻiaku, ali je Lohiau umro te ga je Hiʻiaka potom oživjela.
Slično priči o Adonisu, Afroditi i Perzefoni, Lohiau je imao pravo odlučiti hoće li biti muž Pele ili Hiʻiake. Različite verzije različito spominju njegov odabir.

### Mnoge Hiʻiake
Neki mitovi spominju 12 ili 40 sestara zvanih Hiʻiaka; njihova je majka bila Haumea.